# Казе ди Дентро (Сондрио)
Казе ди Дентро је насеље у Италији у округу Сондрио, региону Ломбардија.
Према процени из 2011. у насељу је живело 20 становника. Насеље се налази на надморској висини од 753 м.